# Samos (thème)
Pour les articles homonymes, voir Samos (homonymie).
Le thème de Samos (en grec : θέμα Σάμου, thema Samou) est un thème byzantin (province civile et militaire) situé à l'est de la mer Égée et créé à la fin du IXe siècle. En tant que l'un des trois thèmes maritimes de l'Empire byzantin (avec les thèmes des Cibyrrhéotes et de l'Égée), il sert principalement à fournir des navires et des troupes pour la marine byzantine.

## Histoire

Les thèmes byzantins en Asie Mineure vers 950 avec la partie continentale du thème de Samos à l'ouest.

Les dates de la création et l'extension territoriale des différents commandements navals byzantins aux VIIe et IXe siècles sont mal connues. Après que la marine des Karabisianoi est divisée au début du VIIIe siècle, des commandements navals régionaux sont établis. Le premier connu et le plus important est celui des Cibyrrhéotes. L'empereur byzantin du Xe siècle Constantin VII Porphyrogénète mentionne qu'à l'époque où l'empire est divisé en thèmes, Samos devient le siège du « thème des navigateurs » (en grec : θέμα τῶν πλοϊζομένων). La signification de ce passage reste obscure. Selon l'historien Warren Treadgold, cela signifie que le thème de Samos est le siège de la flotte des Karabisianoi jusqu'à sa dissolution vers 727. Une autre explication serait que ce commandement fait partie des Karabisianoi et qu'il est aboli avec celle-ci ou qu'il en est un bref successeur, peut-être identique aux Cibyrrhéotes. L'existence d'un stratège de Samos au VIIIe siècle est attestée grâce à un sceau d'un stratège nommé Théodore. À la fin du VIIIe siècle, l'Égée méridionale semble être sous la juridiction d'un drongaire du Dodécanèse que certains historiens identifient au poste de drongaire de Kos et au drongaire du Golfe (Kolpos) plus tard, mentionné dans le Taktikon Uspensky du milieu du IXe siècle. Ce commandement ou au moins sa partie orientale évolue pour devenir le thème de Samos.
Le thème de Samos ainsi que le stratège à sa tête sont mentionnés pour la première fois dans le Kletorologion de 899. Le thème inclut les îles de la mer Égée orientale ainsi que le rivage occidental de l'Asie Mineure entre Adramyttion et Éphèse (aussi appelé Théologos à l'époque). Le siège de ce thème se situe à Smyrne tandis que les tourmarques subordonnés (les vice-amiraux) ont leur siège à Adramyttion et Éphèse,. La revue des effectifs de l'expédition de 911 contre la Crète, reprise dans le Livre des Cérémonies (653), indique qu'à cette date le thème disposait de 22 navires de guerre et de 4 680 marins (600 fantassins de marine et 3 980 rameurs),. Toutefois, la partie continentale du thème est explicitement mentionnée comme faisant partie du thème des Thracésiens avec un tourmarque particulier chargé de la défense de la côte. Cette information couplée à l'absence de mention de fonctionnaires civils attachés au thème naval reflète probablement une division fonctionnelle. Le stratège de Samos et ses subordonnés sont responsables de la mise à disposition des navires et des équipages de la flotte thématique ainsi que de la défense des îles. Quant au rivage continental, les cités et la population sont sous le contrôle du stratège des Thracésiens et de ses subordonnés, responsables de la taxation et de la défense,. Sous Constantin VIII (1025-1028), son gouverneur Georges Théodorokanos repousse un raid naval musulman dont la provenance est inconnue. Samos semble s'être maintenue comme une province purement militaire jusqu'à la fin du XIe siècle quand sa flotte est dissoute et convertie en un thème classique avec ses propres fonctionnaires civils.